# Bom Retiro
Bom Retiro is een gemeente in de Braziliaanse deelstaat Santa Catarina. De gemeente telt 8.594 inwoners (schatting 2009).

## Aangrenzende gemeenten
De gemeente grenst aan Alfredo Wagner, Anitápolis, Bocaina do Sul, Chapadão do Lageado, Otacílio Costa, Petrolândia, Rio Rufino en Urubici.